# Gergely Kulcsár
Gergely Kulcsár (10. března 1934 Nagyhalász – 12. srpna 2020 Vác) byl maďarský oštěpař. Startoval na pěti evropských šampionátech a čtyřech olympiádách, třikrát byl vlajkonošem maďarské olympijské výpravy.
Začínal jako brankář ve fotbale a házené, oštěpařem se stal v osmnácti letech. Od roku 1958 byl členem klubu Budapesti Építők SC. Obsadil třetí místo na mistrovství Evropy v atletice 1958 i na římské olympiádě v roce 1960. V roce 1961 vyhrál Univerziádu a v roce 1963 se stal prvním maďarským oštěpařem, který překonal osmdesátimetrovou hranici. Největšího úspěchu kariéry dosáhl na Letních olympijských hrách 1964, kde skončil těsně druhý za Finem Pauli Nevalou. Na mistrovství Evropy v atletice 1966 získal bronzovou medaili, stejně jako na olympiádě v roce 1968, kde vytvořil svůj osobní rekord výkonem 87,06 metru. Na evropském šampionátu v roce 1969 byl čtvrtý a v roce 1971 získal poslední ze svých dvanácti titulů oštěpařského mistra Maďarska.
Působil jako pedagog na sportovní fakultě Semmelweisovy univerzity. Kariéru ukončil v roce 1972 a stal se trenérem reprezentace. Jedním z jeho svěřenců byl i olympijský vítěz z roku 1976 Miklós Németh. Později působil také jako trenér v Kuvajtu. V roce 2010 mu byl udělen Maďarský záslužný kříž.